# Русский исторический сборник

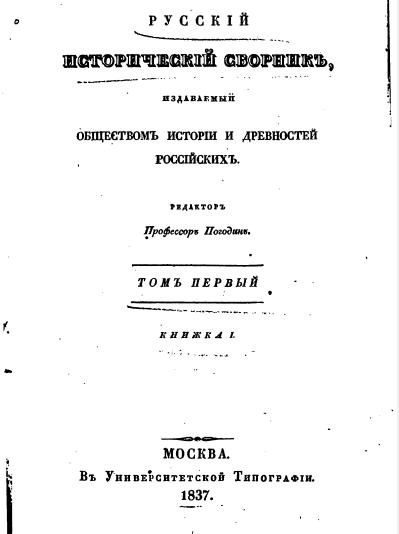
Русскій историческій сборникъ, издаваемый Обществомъ исторіи и древностей россійскихъ Томъ 1

«Ру́сский истори́ческий сбо́рник» — издавался обществом истории и древностей Российских при Императорском московском университете с 1837 по 1844 год под редакцией секретаря общества Михаила Петровича Погодина.
Всего в Российской империи свет вышло 7 томов сборника (каждый из которых состоял из четырёх выпусков).
В состав сборника вошли доклады и рассуждения, прочитанные в собраниях общества, а также исследования, документы и известия, доставленные его членами.
- В первом томе помещены статьи и исследования Ходаковского, Иванова, Глинки, М. Диева, Шафарика, Аверина, Снегирева, Федотова, К. Ф. Калайдовича и М. П. Погодина.
- Во втором и пятом томах помещены дела местнические, собранные П. И. Ивановым.
- В третий том вошли: поведание о побоище великого князя Дмитрия Ивановича Донского; слово о житии и преставлении великого князя Дмитрия Ивановича царя русского; «Слово о полку Игореве»; отрывок из путешествия Ходаковского по России; Львовская русская летопись и другое.
- В четвёртом томе напечатано о сношениях датского короля Христиана II с русским царём Иваном Грозным о заведении в Москве типографии, о финских жителях Санкт-Петербургской губернии и др.
- В шестом томе напечатаны сочинение Черткова о переводе Манассийной летописи на словенский язык и описание похода великого князя Святослава Игоревича на болгар и греков в 967—971 гг.
- Седьмой том содержит в себе подробное описание путешествия в России Зорияна Доленга-Ходаковского.

Особого указателя к «Русскому историческому сборнику» не существует, но статьи, в нём помещенные, перечислены в общем указателе ко всем вообще периодическим изданиям Общества истории и древностей российских за 68 лет (1815—1883), составленном Сергеем Алексеевичем Белокуровым (Москва, 1883 год).